# 瑟马斯蒂布尔
瑟马斯蒂布尔（Samastipur），是印度比哈尔邦瑟马斯蒂布尔县的一个城镇。总人口55590（2001年）。

## 人口
该地2001年总人口55590人，其中男性29782人，女性25808人；0—6岁人口7971人，其中男4048人，女3923人；识字率72.29%，其中男性为78.07%，女性为65.62%。